# Heterostegane retessellata
Heterostegane retessellata är en fjärilsart som beskrevs av Reginald James West 1929.
Heterostegane retessellata ingår i släktet Heterostegane och familjen mätare. Inga underarter finns listade i Catalogue of Life.